# Sous les remparts de Chersonèse
Sous les remparts de Chersonèse (russe : У стен Херсониса) est un roman dialogué écrit en 1918 par Serge Boulgakov et publié après sa mort.
Écrite en 1918, cette œuvre recense toutes les faiblesses de l'orthodoxie russe à un moment où son auteur est fortement tenté par le catholicisme. L'œuvre ne sera pas publiée alors, mais conservée dans ses archives et publiée post mortem.
Boulgakov diagnostique dans la Révolution bolchevique une crise spirituelle : « La crise russe réside dans le fait que l'Orthodoxie russe, et en sa personne l'ensemble de l'Orthodoxie, de la « gréco-russité », a atteint ses limites, a épuisé ses forces et qu'elle est historiquement morte »
Quatre personnages y dialoguent. Ils forment deux clans idéologiques : slavophiles conservateurs contre partisans d'une réforme et d'une mise en question de l'Église orthodoxe. La répartition de la parole est clairement en faveur de ces derniers. Chaque clan possède un laïc et un religieux.

## Résumé détaillé[2]

### I. Du côté de Tchaadaïev
Deux personnages discutent sur le site de Chersonèse; « le théologien laïc » défend une vision conservatrice de l'orthodoxie tandis que « le réfugié » voit dans la Révolution de 1917 qui se déroule à quelques centaines de kilomètres de là, le signe de l'échec de la voie historique de l'orthodoxie. De fait, c'est « le Réfugié » qui monopolise la parole et émet les thèses :
Comme le sentaient déjà Tchaadaïev et Vladimir Soloviev, le byzantinisme a enfermé la Russie dans une église nationale refusant toute évolution : l'Église orthodoxe russe est scindée entre un clergé et une liturgie hiératique et un peuple de fidèles confiné dans son paganisme. L'idée d'une troisième Rome est une fiction. La « Troisième Internationale » et la Révolution bolchevique doivent être prises comme l'expression de l'échec de l'Église orthodoxe, une révolution à vocation universelle du paganisme du peuple qui pallie le nationalisme de l'Église orthodoxe russe; « Jugez vous-même: convient-il à un grand peuple, convient-il à son génie religieux de se contenter de pareille conscience religieuse, de pareille conception de la vie, ou bien ne fallait-il pas que se levât en lui, avec une force non moindre, la vague contraire d'une conception universelle, catholique, supranationale et véritablement conforme à l'esprit de l'Église? Seulement, dans l'affreux patois de l'intelligentsia, ces grandes et saintes idées se sont vite mises à sentir l'ail (c'est toujours le cas dans les périodes de confusion chrétienne), et elles ont tourné au cosmopolitisme, à l'Internationale, au socialisme etc » « C'est précisément la « Troisième Internationale » qui manifeste clairement cette soif d'Église universelle supranationale : « Allez et enseignez toutes les nations... » Nous avons oublié cela et avons cessé de le comprendre dans notre propre langue; en punition, nous l'entendons dans la bouche d'étrangers. Comme nous ne savons pas le dire en slavon d'Église nous le dirons en argot, avec un accent affreux. Cependant il faut comprendre et admettre qu'il y a un lien entre la « Troisième Rome » et la « Troisième internationale », entre Chersonèse et l'actuelle Moscou »

### II. L'autorité dans l'Église: empereurs et patriarches
L'Église orthodoxe russe n'a détenu son pouvoir que du tsar, qui constituait le véritable chef de l'Église et le garant de son unité. « L'autorité dans l'Église est, par nature, personnelle, c'est un charisme, et les charismes ne sont pas conférés à des collèges ou à des consistoires. Le charisme suppose un bénéficiaire individuel. La crise du pouvoir dans l'Orthodoxie -je me permets d'insister de nouveau – est due à l'absence d'un détenteur personnel d'une autorité qui, jusqu'à présent, avait été confiée au tsar ». Ce césaropapisme nous rapporte à Byzance où chef politique et religieux étaient confondus dans la personne de l'Empereur : « la deuxième Rome a été remplacée par la troisième, et l'autocratie byzantine par l'autocratie de Moscou, qui est une Byzance de seconde catégorie, plus vulgaire, mais avec les mêmes objectifs et les mêmes prétentions »
L'absence d'autorité du patriarche est patente:
- le prêtre obéit à son évêque, mais l'évêque obéit-il au patriarche?
- Si oui, alors qu'est ce qui le distingue du papisme, si ce n'est qu'il est le pape d'un monde réduit à un pays? D'autant plus que si on établit l'équivalence une nation = un patriarche, qu'est-ce qui empêche l'émiettement de l'autorité avec l'apparition d'Églises autocéphales (comme c'est le cas avec l'Ukraine)? Qu'est ce qui justifie qu'il y ait 5 ou 7 patriarcats qui forment l'Église universelle? Les orthodoxes tentent de cacher cette tendance centrifuge, mais ne peuvent rien contre; d'autant que les patriarcats ne forment pas une communion dans l'amour, mais coexistent dans l'indifférence l'un de l'autre.
- Si non, si le patriarche n'est que primus inter pares, alors c'est la tendance à l'anarchie ecclésiastique qui prédomine. Celle-ci est visible dans le succès du startschestvo qui court-circuite les hiérarchies ou dans les mouvements antihiérarchiques. Dostoïevski représente ces derniers avec son allégorie du « Grand Inquisiteur » qui, critiquant la papauté, critique en fait toute hiérarchie ecclésiastique.
- De ce fait, le concile de 1918 qui a mis fin au Synode et a restauré le Patriarcat a évité tous les débats dogmatiques sur la fonction du patriarcat. L'idée prévalente reste celle d'une union dans l'amour aux termes vagues.

Un troisième personnage, « le prêtre de paroisse » vient annoncer que le patriarcat de Moscou a été renversé et remplacé par une « Église vivante » directement dépendante des autorités soviétiques

### III. Le magistère et le concile
Dans les faits, l'Église orthodoxe préfère renoncer à réfléchir sur les problèmes actuels et futurs; il y a un « assoupissement dogmatique qui maintient encore une apparence d'unité » dû à l'extrême difficulté de reconnaître une autorité théologique, un magistère, dans l'orthodoxie, et aux risques de schismes et de scissions. 
Pour fixer cette autorité, on peut certes invoquer l'organisation de conciles œcuméniques, mais ceux-ci sont difficiles à réunir (au Concile de Constantinople au XIVe siècle, la Russie ne pouvait pas participer aux problématiques théologiques car elle subissait le joug tatar; si elle accepta les décisions, c'est qu'elle était alors une Église vassale du Patriarcat de Constantinople;  il n'y a donc pas de véritable « communion » entre les patriarcats. Doit-on réunir les 5 patriarcats, les 7, ou plus encore?) et peuvent être contestés comme le furent le Concile de Florence et le Concile d'Éphèse. De même des évêques et patriarches ayant édicté des dogmes ont été condamnés par la suite, comme Stéphane Iavorski.
Un des seuls débats de dogmatique, « un mouvement dogmatique sérieux après tant de siècles d'assoupissement » a été étouffé : il s'agissait de l'utilisation de la prière du cœur des moines du monastère Saint Pantaéleimon du Mont Athos; pour ces derniers, l'invocation du Nom de Jésus rendait présente la substance même du Christ. Le Saint Synode déclare ces thèses hérétiques et une canonnière vint mater la révolte des moines.
En définitive, le Raskol est symptomatique de l'impossibilité d'un magistère dans l'Église orthodoxe, par deux points au moins :
- les débats ne portent plus sur des questions proprement théologiques, mais sur des points du cérémonial
- chacun peut se dire représentant de la vraie orthodoxie et contester évêques et patriarches. Ceux qui ne le reconnaissent pas sont alors des hérétiques, et si un concile l'a condamné, il pourra en attendre un suivant qui le reconnaîtra : « tandis que l'autorité ecclésiastique excommuniera M.A. Novoselov et consorts pour hérésie, celui-ci réservera le même sort à tous les évêques, prêtres et laïcs qui penseront autrement que lui, chaque partie affirmant : l'Orthodoxie, c'est moi »[9]

### IV. La paralysie de l'Église russe
Le débat est désormais à quatre : deux laïcs et deux membres du clergé : « le Moine » se range du côté du théologien laïc et réaffirme sobrement et avec force que l'Église est éternelle et inébranlable. Mais c'est « le Prêtre de paroisse » (Serge Boulgakov était né dans une famille d'ecclésiastiques et fut lui-même ordonné en 1918) qui se révèle moins discret que prévu et dresse un long réquisitoire contre l'absence de vie spirituelle dans les paroisses, soutenu par le Réfugié.
Le fonctionnement de l'Église se ressent de cet immobilisme spirituel : si les starets font preuve de sainteté dans leurs monastères, le reste de la vie spirituelle est laissé à l'abandon: « Cette tradition d'excursion littéraires dans les monastères a pris racine dans les lettres russes. Les épigones de Dostoïevski continuent de nous y montrer le Visage du Christ qui apparaît et resplendit – bien entendu par contraste avec la face de la Bête ou de l'Antéchrist. Je dois vous avouer que depuis quelque temps ces fanfaronnades larmoyantes m'inspirent une certaine répugnance »
- les missions sont presque inexistantes, excepté les efforts d'Étienne de Perm, de même que l'esprit d'évangélisation comme le rappelait William Palmer. « « Leur voix s'est répandue par toute la terre, et leurs paroles aux extrémités de l'univers ». À vous de juger si c'est plus proche du prosélytisme romain que de l'immobilisme oriental. Pour ma part, je vous dirai franchement que neuf fois sur dix notre fameuse humilité n'est qu'indifférence, impuissance, mollesse et paralysie »[11]
- la liturgie est trop longue pour les paroissiens, personne n'ayant osé aménager la liturgie des monastères et laisser place à la pastorale : « Dans l'Église, on a pendant des siècles accordé une grande attention à l'ordo, au monastère, à l'office divin, au rite, mais étonnamment peu à la pastorale paroissiale et, de façon générale, à l'édification de l'Église dans le monde »[12]. « On trouve (dans les Ménées) une célébration stéréotypée et parfaitement conventionnelle (en tant qu'hagiographie) de saints dont les noms ne nous disent plus rien mais qui étaient peut-être proches et chers au monde grec »[13]
- la langue de la liturgie, slavon bulgare ou russe du XIVe-XVe siècle (dans le Missel, le Rituel, l'Évangile, le Triode du Carême, le Pentecostaire, l'Octoèque etc) devrait laisser  partiellement place au russe, car elle empêche toute création et méditation sur la liturgie
- il n'y a pas de direction spirituelle possible pour le peuple ordinaire, qui reste dans ses attitudes peu spiritualisé : « quelles que soient leurs erreurs dogmatiques, les Occidentaux sont, dans leur vie quotidienne, bien plus chrétiens – et donc plus citoyens, hommes d'action et patriotes – que les gens de note « Sainte Russie » » [14]
- les séminaires pour prêtres enseignent une routine et ne donnent pas de sens de l'Église : « Notre séminaire a penché dans absolument tous les sens : vers l'athéisme, le protestantisme, le rationalisme, vers un catholicisme inconscient, mais nulle part il n'a su éduquer cette volonté ecclésiale qui est propre à l'Église militante » [15]

### V. Positifs et négatifs
La discussion se fait plus vive puisque l'on aborde la question de l'Église catholique et du Concile de Florence.
Peut-on rejeter purement et simplement l'Église catholique, déclarer qu'elle est hérétique et qu'elle ne saurait constituer une même communauté, ou seulement une autorité ecclésiale compétente (c'est la thèse du théologien laïc)?
La Pentecôte a été un appel à une église universelle et catholique, qui romprait avec l'esprit de division nationale et ethnique qui régnait depuis Babel. Les Orthodoxes n'ont pas cessé de dialoguer avec la latinité; mais après la chute de Constantinople, l'Église grecque, avec le soutien de la Sublime Porte, s'est repliée en une Église identitaire et nationale, et a transmis ce travers à l'Église orthodoxe russe.
Le point des conciles est particulièrement révélateur : la formule d'officialisation d'une décision est « l'Esprit Saint et nous-même avons jugé bon etc. ». Qui décide dans un Concile? L'Église enseignante (évêques et prêtres) ou le peuple orthodoxe dans sa « réception »? L'idée d'une « démocratie » ecclésiale qu'on trouve chez Alexeï Khomiakov, est très floue, fondée sur une communion par l'amour. Le courant dominant (Stéphane Iavorski dans sa Pierre de la Foi, Innocent d'Odessa, Macaire (Boulgakov)) reconnaît l'infaillibilité à l'Église enseignante.
Le Concile de Florence a été décidé par cette Église enseignante. Les accusations de pressions sont des grossissements ou des diffamations a posteriori, repris ensuite dans l'historiographie par Karamzine, Philarète (Goumilevski), Macaire (Boulgakov) ... Or le basileus (respecté comme « évêque du dehors » dans les Églises orthodoxes) a certes tenté d'acheter le vote de Marc d'Éphèse, le principal opposant au Concile, mais Marc d'Éphèse a pu repartir librement et se livrer à sa propagande. À l'inverse, les menaces de mort et l'emprisonnement d'Isidore de Kiev à son retour du concile par le tsar sont clairement la marque de l'immixtion de l'autorité séculière (autocrate et populiste) dans les affaires de l'Église : le clergé et la noblesse criant alors seulement au scandale.
Les débats orient/latinité étaient connus depuis longtemps (le filioque est une question non élucidée dans le camp orthodoxe; l'absence de réponse ne doit pourtant pas être prise comme une réfutation), le Concile de Florence est la marque d'une « volonté » d'y mettre fin et de signifier l'unité retrouvée de l'Église. L'Église catholique n'a pas renié le concile de Florence, et ce concile véritablement œcuménique ne pouvait être annulé que par un autre concile œcuménique de même ampleur. Or ce dernier n'a pas eu lieu. Il faut donc considérer que le Concile est le 8e Concile reconnu par l'Église orthodoxe, et est toujours actuel! « le concile de Florence est pour l'Orient le huitième concile œcuménique et, si l'on compte comme les Occidentaux, le dix-septième »

### VI. La troisième Rome
Il faut donc tirer les conclusions de cet échec et envisager l'avenir possible :
Nous sommes rentrés dans une ère nouvelle: « nos auteurs et nos « prophètes » ont tous vieilli », même Dostoïevski qui ne pouvait se comprendre sans le tsar « père du peuple » et le « peuple théophore »
Il faut se débarrasser de l'esprit provincial des Grecs sans lequel « l'on n'aurait pas eu à subir Ivan le Terrible et son despotisme asiatique qui piétina les germes mêmes de la liberté ecclésiale et transforma l'Église en un attribut impérial! Il n'y aurait pas eu cette monstrueuse chute dans le césaropapisme, il n'y aurait pas eu l'esprit moscovite ni le Raskol,  et par conséquent, Pierre le Grand aurait été inutile et impossible, avec son protestantisme, son intelligentsia et son bolchévisme »
La Troisième Rome est une illusion : « notre vocation historique, liée au service de l'Orthodoxie, n'est qu'un funeste malentendu car Moscou n'a jamais été ni n'a pu être Troisième Rome et capitale de l'empire orthodoxe mondial ». La conclusion est logique : « Que se manifeste l'avenir russe : nous y retrouverons la Troisième Rome en même temps que la Première, la Cité de Dieu sur la terre ». Rappelons ici que la "Cité de Dieu" (ou Seconde Rome) correspond à la projection littéraire de Saint Augustin lors du sac de Rome de 410 après Jésus-Christ, comprendre, à la Jérusalem céleste.

## Éditions
- Sous les remparts de Chersonèse (1918, publication posthume), Troudy po sotsiologii i teologii, t.2, Moscou, Naouka, 1997, traduit en français par Bernard Marchadier, Genève, Ad Solem, 1999